# Antoni Piotruszyński
Antoni Piotruszyński, né le 11 juin 1809 à Lemberg (Gallicie) et mort le 28 décembre 1885 à Paris, est un artiste peintre polonais.

## Biographie
Antoni Piotruszyński est le fils d’Antoni Piotruszyński, tailleur, et de Françoise Béate Bauer.  
Entré à l'Académie militaire thérésienne, il en ressort en 1826 avec le grade de sous-lieutenant.
Il étudie ensuite la peinture à l'Académie des beaux-arts de Munich auprès de Peter von Cornelius.
Officier de l'armée polonaise lors du soulèvement de 1830, il prend part aux combats jusqu'à la défaite. Il part en exil, vers la France via l'Autriche. Sa mère l'accompagne, mais ne supporte pas le voyage et meurt en chemin.
En 1832 il réside à Avignon, puis dans le département de la Loire. Il passe de Rouen à Metz et arrivera à Versailles en 1848.
Vers 1847, il épouse Jeanne Anne Fillon (1825-1853), puis la famille s'agrandit.
Il est membre Société Polonaise Démocratique (depuis 1833) et membre de l’association Française des Artistes (de 1852 à 1859).
Il reprend ses études de peinture auprès de Paul Delaroche et expose au Salon de 1855 à 1870 (le Musée des Beaux-Arts de Tours conserve notamment Jésus au jardin des Oliviers, exposé au Salon de 1864).
Il peint des tableaux à caractère historique, religieux ainsi que des paysages et des portraits.
Devenu veuf, il épouse en avril 1856, Marie Martine Poillevey. Le couple donne naissance à plusieurs enfants.
Il meurt à l'âge de 76 ans à son domicile de la rue de Lübeck. Il est enterré au cimetière des Batignolles à Paris.